# Bernat VI de Comenge
Bernat VI de Comenge (? - entre 1295-1300) va ser comte de Comenge de 1241 al 1295.

## Biografia
Bernat VI va ser l'únic fill nascut del matrimoni entre el comte Bernat V de Comenge i Cecília de Foix, filla del comte Ramon Roger I de Foix. Quan el seu pare va morir el 30 de novembre de 1241, el va succeir al capdavant del comtat de Comenge.
Va ser el fundador de nombroses bastides comtals, com ara Era Estela de Sent Martòri (1243), Mondilhan (1264), Bossens (1269), Montesquiu Avantés (1272), Era Cava (1273) o Nenigan (1282).
El 1295, després de més de 53 anys de mandat, Bernat V va abdicar a favor del seu fill gran, el que esdevindria Bernat VII. El 20 de març d'aquell mateix any, a Muret, li va fer donació de totes les seves terres i va demanar per escrit al rei Felip el Bell que aprovés aquesta cessió i rebés l'homenatge del seu fill i successor.
Bernat VI va morir poc després, abans del 5 de març de 1300. Va ser enterrat a l'abadia de Bonafont, on ja hi descansaven les despulles de dos dels seus predecessorsː Bernat II (mort abans del 1153) i el seu propi pare Bernard V (mort el 1241). L'escultura jacent del comte Bernat de Comenge d'aquest monestir, i que ara es conserva al Museu dels Agustins de Tolosa, s'atribueix a Bernat VI o al seu fill Bernat VII (mort el 1312), també enterrat a Santa Maria de Bonafont.

## Noces i descendència
El comte Bernat VI s'havia casat, abans del 26 d'agost de 1245, amb Teresa, tal com informa una carta per la qual Amatus, primer vaquer de la comtessa Tareze, obté de l'abat de Lesat el permís per pasturar el seu ramat a les possessions del monestir. Es desconeixen els orígens familiars de Teresa. L'historiador Philippe de Latour –per qui el nom de la dama seria més aviat Serena– ha proposat que podria pertànyer a la branca Comenge-Coserans, a partir del context del document.
La parella va tenir com a mínim 6 fillsː
- Bernat VII (mort en 1312), comte de Comenge de 1295 a 1312
- Pere Ramon, testificat el 6 de maig de 1284, probablement va morir sense descendència abans del 1291, ja que no se l'esmenta al costat dels seus germans Bernat i Arnau Roger en el testament de la seva germana Mascarosa, comtessa de Rodès[11]
- Arnau Roger (mort a Orvieto, el 3 d'octubre de 1298), canonge regular, després prepòsit (abans de maig de 1291) del capítol de la catedral de Sant Esteve de Tolosa, elegit bisbe de Tolosa abans del 25 d'octubre de 1297, consagrat a Roma pel El papa Bonifaci VIII el 16 de març de 1298. Va morir sense haver pres possessió de la seva seu episcopal i va ser enterrat a l'església conventual dels frares menors de Samatan[12]
- Mascarosa (documentada el març de 1291), esposa, per contracte signat a l'Illa d'Albigès el 12 d'octubre de 1270 amb Enric II, comte de Rodés. Va rebre sepultura a l'església del convent dels Cordeliers de Rodés[13]
- Seguina o Seguis (morta abans del 23 de desembre de 1312), esmentada en el testament de la seva germana Mascarosa el 1291;[14] monja al priorat fontvrista de Sent Laurenç a Comenge[15][16]
- Rubea, també esmentada en el testament de la seva germana Mascarosa el 1291;[14] monja, i després abadessa (testificada el febrer de 1302) de l'abadia cistercenca de Havars[17][17][17]